# Rigo
Ricardo Gouveia, mais conhecido como Rigo, Rigo 23, e RIGO (Funchal, Ilha da Madeira, 1966) é um artista plástico, muralista, pintor e artista político português, actualmente radicado em São Francisco.

## Carreira
Ricardo Gouveia nasceu e cresceu no Funchal, na Ilha da Madeira. Em 1985, estabeleceu-se em São Francisco, nos Estados Unidos, onde se formou em 1991 no Instituto de Arte de São Francisco, como Bachelor of Fine Arts, obtendo o grau de Master of Fine Arts pela Universidade de Stanford em 1997. Desenvolveu a carreira artística naquela cidade, onde existe um grande número de murais da sua autoria. A sua obra estende-se da banda desenhada à pintura, trabalhando sobretudo no âmbito da arte pública, produzindo pinturas e intervenções murais em espaço urbano. Algumas dessas intervenções, como One Tree, em 1995, na baixa de São Francisco, realizaram-se em conexão com a comunidade hispânica, com clara intenção política. Na última década o seu empenhamento político manifestou-se também pela sua ligação, tanto pessoal como artística, com Robert King, preso durante trinta anos, e com Leonard Peltier, líder nativo americano, considerados por Rigo como prisioneiros políticos. Em 1994, na Galeria Porta 33, no Funchal, apresentou a exposição "Largo do Canto do Muro", na qual cobriu o chão com calçada portuguesa, num padrão evocativo do movimento do mar, pintando as paredes com um padrão abstracto igualmente evocativo da superfície do mar, sobre o qual inscreveu dezenas de nomes de localidades, ruas e sítios da ilha da Madeira. O contacto com Taiwan, em 1997, provocou um choque cultural que originou uma nova série de trabalhos.
Entre 1984 e 2002, Rigo usou os últimos dois dígitos do ano corrente como parte do nome, usando "23" a partir de 2003.
In 2005, Rigo criou uma estátua baseada na Saudação do Poder Negro dos Jogos Olímpicos de 1968, intitulada Victory Salute, um monumento com mais de seis metros e meio de altura representando dois homens, Tommie Smith e John Carlos. Nos Jogos Olímpicos de 1968 na Cidade do México, cada um destes homens levantou o punho com uma luva negra, pelos direitos humanos. O seus gesto simples com a mão é considerada uma das mais controversas demonstrações de  activismo político e social na história dos Jogos Olímpicos. Victory Salute é um monumento àquele momento, construído especificamente no campus da Universidade Estadual de San Jose, uma vez que Smith e Carlos eram ambos atletas-estudantes naquela faculdade.
O conjunto da sua obra foi apresentado pela primeira vez em Portugal em 2006, no Centro das Artes - Casa das Mudas, na Calheta, numa exposição retrospectiva comissariada por Manray Hsu. A exposição foi adaptada ainda nesse ano ao espaço da Galeria ZDB, em Lisboa, com o título Nada de Novo/Swim Again, sendo novamente comissariada por Manray Hsu, juntamente com Natxo Checa. A exposição incluia uma série de intervenções no espaço urbano, algumas de carácter permanente, como o mural Europa Latina, na Avenida 24 de Julho.
Em Agosto de 2012, inaugurou a instalação 'Fátima na Ribeira Seca', na Ribeira Seca, Machico, na Ilha da Madeira, comemorando os cinquenta anos de serviço público do padre Martins Júnior naquela paróquia. A instalação compunha-se de uma estátua da virgem, simbolicamente de costas voltadas para o povo, juntamente com um mural representando a fachada da igreja da Ribeira Seca, assim como de outros elementos e dizeres igualmente simbólicos, entre os quais a frase "Isto, o povo não esquece", numa alusão aos acontecimentos de 1985, nessa paróquia, assim como em 2010, quando a estátua da virgem de Fátima, então em peregrinação na Madeira, foi impedida de entrar no adro da igreja da localidade. A obra havia estado exposta anteriormente no Museu de Serralves, numa mostra celebrando o centenário da República Portuguesa, intitulada 'Às Artes, Cidadãos', sendo adquirida ppor aquela instituição.
Em Outubro de 2013, apresentou na Trienal de Artes de Aichi, no Japão, um mural em três paredes contíguas de um prédio no bairro Choja-Machi, em Nagoya, evocativo dos fios eléctricos, simbolizando o fio que une passado, presente e futuro, juntando vários tempos num único A pintura inspirada por uma fotografia de Shomei Tomatsu, uma das nomes principais referências da fotografia moderna no Japão, que Rigo vira no numa exposição póstuma no Centro de Artes de Aichi, tirada durante a ocupação americana do pós-guerra, em 1952 na baixa de Nagoya, mostrando cinco electricistas a trabalhar empoleirados em escadas. Rigo transporta este cenário pós-catastrófico para a então recente catástrofe de Fukushima
Em Janeiro de 2014, apresentou a exposição ‘Lua, São Francisco, Portalegre, Lisboa, Cochim, Chiapas’ na Galeria Quadrado Azul, em Lisboa, com trabalhos resultantes de actividades ou de influências daquelas paragens. Acaba por ser uma viagem artística pelo mundo.
O grosso do trabalho de Rigo foca-se sobretudo na política mundial, e nos prisioneiros políticos das Panteras Negras, nos Angola Three e em Mumia Abu-Jamal, cuja sentença por homicídio de um polícia é contestada, e em Leonard Peltier, do American Indian Movement. Rigo criou uma controversa estátua de Peltier, que acabou por ser removida da área da American University em Janeiro de 2017.
Rigo é membro fundador do projecto colectivo Clarion Alley Mural Project, do qual ainda era membro activo em 2006. Também lecciona ocasionalmente no San Francisco Art Institute. Projectou também um grande número de instalações como parte da Bienal de Liverpool de 2006. É considerado por alguns críticos de arte e ciradores como fazendo parte da primeira geração do movimento artístico de San Francisco Mission School. His work is in the collection of di Rosa.

## Murais em São Francisco
Rigo é conhecido entre a comunidade de São Francisco por ter pintado uma série de murais de grande tamanho e grafismo simbólico, entre os quais One Tree perto da Route 101, na Califórnia, Innercity Home num grande edifício residencial público, Sky/Ground num alto edifício abandonado, na intersecção da 3rd com a Mission Street, e Extinct sobre uma bomba de gasolina da Shell.

## Distinções
- 1991 - Chauncey McKeever Award, do San Francisco Art Institute[1]
- 1994 - WESTF/NEA Regional Fellowshipfor Visual Arts
- 1996 - One Tree - Best Public Art Project of the Year, atribuído pelo The San Francisco Bay Guardian[1]
- 1997 - Stoli, San Francisco Arts Achievement Award Secession Gallery, Visual Art Residency Fellowship Award, Taiwan
- 1998 - SECA Art Award, San Francisco Museum of Modern Art[1]
- 1999 - Biennal Award, The Louis Comfort Tiffany Foundation, Nova Iorque
- 2006 - Eureka Fellowship, Fleishhacker Foundation, Canadá.[2]
- 2007 - Howard Fellowship, Brown University, Providence, Rhode Island;
- 2013 - Medalha e diploma do Instituto Brasileiro de Culturas Internacionais, pelo contributo à Cultura.[18]
- 2015 -Insígnia Autonómica de Distinção, do Governo Regional da Madeira.[19][20]